# Tvis Å Dalbro
|  | Sammenskrivningsforslag Artiklerne Holstebromotorvejen, Tvis Å Dalbro er foreslået sammenskrevet. (Siden januar 2017) Diskutér forslaget |

Tvis Å Dalbro er en dalbro der går henover Tvis Å øst for Holstebro.
Broen bære en firesporet motorvej (Holstebromotorvejen) primærrute 18, der går imellem Holstebro og Herning.
Broen går igennem landeskabet i ådalen, og skal sikre at hjorte og andre dyr, uforstyrret kan passere under motorvejen, og give mulighed for at dyrlivet og naturen, kan leve så uforstyrret som mulig når motorvejen er der.